# ICEX España Exportación e Inversiones
ICEX España Exportación e Inversiones es una entidad pública empresarial que fue fundada en 1982 mediante el Real Decreto 6/1982  como Instituto Nacional de Fomento de la Exportación (INFE). ICEX se integra en la estructura del Ministerio de Economía, Comercio y Empresa, bajo la Secretaría de Estado de Comercio. El acrónimo ICEX, que forma parte de su nombre actual, proviene de su denominación anterior como Instituto Español de Comercio Exterior, que estuvo vigente hasta 2012. Su misión principal es promover la internacionalización de las empresas españolas , ofreciéndoles diferentes programas. ICEX contribuye a reforzar la competitividad de las empresas españolas y a atraer inversiones extranjeras al país.  
El presupuesto asignado a ICEX para el año 2023 es de 134 003 000 EUR. Su equipo está conformado por 568 profesionales distribuidos en los Servicios Centrales, algunas de las 104 Oficinas Económicas y Comerciales de las Misiones Diplomáticas de España en el exterior  y en más de 30 Direcciones Territoriales y Provinciales de Comercio en España.

## Objetivos y funciones
El objetivo principal de ICEX es impulsar la presencia y expansión de las empresas españolas en el ámbito internacional mejorando su competitividad, según detalla su Plan Estratégico 2021-2022. Este plan tiene como meta reforzar el mercado exterior, haciéndole más "inclusivo y resiliente", constituyendo un pilar de recuperación y contribuyendo a una internacionalización más sostenible.
Con este fin, se han establecido los siguientes objetivos:
1. Promover la diversificación y anclaje en los mercados de destino[18]
2. Incrementar el valor añadido de las exportaciones españolas con especial atención a la tecnología, la digitalización [19] [20] y la innovación como factores de diferenciación, proporcionando herramientas y asesoramiento para mejorar la eficiencia y adaptarse al entorno actual
3. Captar y retener la inversión extranjera directa [21] que contribuya al desarrollo y a la competitividad de su economía, mediante la inyección de capital,  tecnología y conocimiento, favoreciendo la creación de empleo e ingresos fiscales a las arcas públicas[22]
4. Formar y captar talento humano,[23] ofreciendo programas formativos, becas [24] y oportunidades profesionales para fomentar la movilidad internacional y ayudar a la empresa española a encontrar futuro talento joven que refuerce su estrategia en el exterior [25]
5. Mejorar la resiliencia de ICEX, promoviendo alianzas y convenios de colaboración público-privados [26] [27]

Las actividades fundamentales de ICEX  incluyen:   
- Colaborar con otras instituciones nacionales y extranjeras (Cámaras de comercio, organismos, etc.) para fomentar la cooperación empresarial y promover la internacionalización de España y los productos nacionales.[29]

- Fomentar la atracción de inversiones extranjeras mediante la colaboración entre inversores extranjeros en España y las instituciones locales mediante el intercambio de conocimientos que puedan generar sinergias y fortalecer las relaciones económicas.[30]

- Asesorar en estrategias para las empresas que quieran exportar o internacionalizarse, abordando aspectos como temas de exportación, aduanas y legislación en los países de destino.[29]

- Ayudar a las empresas para su promoción comercial mediante ferias internacionales,[31][32] misiones comerciales,[33] seminarios, encuentros empresariales y foros de inversión.[34]
- Facilitar el acceso a la financiación público-privada a través de préstamos y otros instrumentos.[35]

## Historia y evolución
En 1982 se crea el Instituto Nacional de Fomento a la Exportación (INFE) mediante un Real Decreto-ley. Posteriormente, en 1987, se modificó su nombre a Instituto Español de Comercio Exterior (ICEX).
En 2011, mediante el Real Decreto-ley 4/2011, ICEX España Exportación e Inversiones adoptó su nombre actual.
En 2014, ICEX aprobó incorporar a su estructura el Centro de Estudios Económicos y Comerciales (CECO).
Como respuesta a la pandemia provocada por el COVID-19, ICEX lanzó un plan especial de actividades y servicios digitales de apoyo a las empresas españolas. Este plan incluía la reorientación y refuerzo de los servicios online, proporcionando herramientas de apoyo de forma telemática.
ICEX puso en marcha en 2020 un servicio de consultoría de consultoría estratégica  dentro del programa eMarketServices enfocado en facilitar a las empresas la elaboración de un plan estratégico para el comercio electrónico. En 2023, se inició el proyecto ICEX Vives, que promueve prácticas de jóvenes en empresas en el extranjero para conseguir experiencia y aumentar el número de jóvenes con formación y capacitación en internacionalización y mejora de la competitividad y productividad de las empresas españolas internacionalizadas.
Para mitigar el impacto de la salida de Reino Unido de la Unión Europea en la actividad de las empresas españolas, en el año 2023 se llevó a cabo el programa ICEX Brexit respaldado con fondos europeos.